# Kościół św. Marcina w Bledzie
Kościół św. Marcina – rzymskokatolicka świątynia parafialna w słoweńskim mieście Bled.

## Historia
W miejscu obecnego kościoła przed 1000 rokiem wzniesiono kaplicę. W XV wieku wzniesiono gotycką świątynię, a w 1905 roku na jego miejscu powstał obecny, neogotycki gmach. Konsekrował go 27 sierpnia 1905 arcybiskup Lublany Anton Bonaventura Jeglič. W latach 1932–1937 kościół został przyozdobiony freskami pędzla Slavka Pengova.

## Architektura
Świątynia neogotycka, jednonawowa, z rzędem kaplic bocznych po obu stronach nawy, którą od prezbiterium oddziela transept, również zaaranżowany jako kaplica.

## Galeria

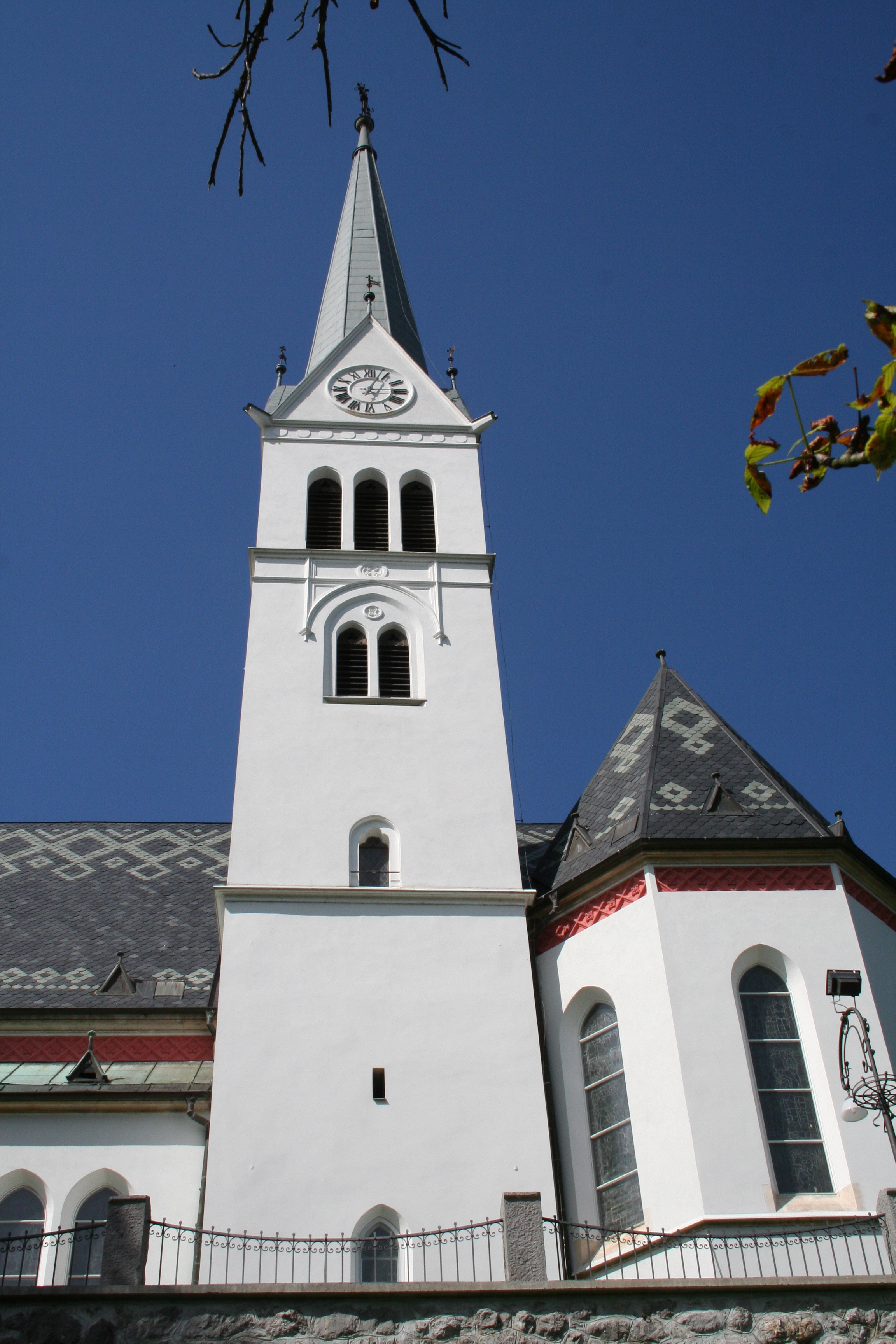
Wieża
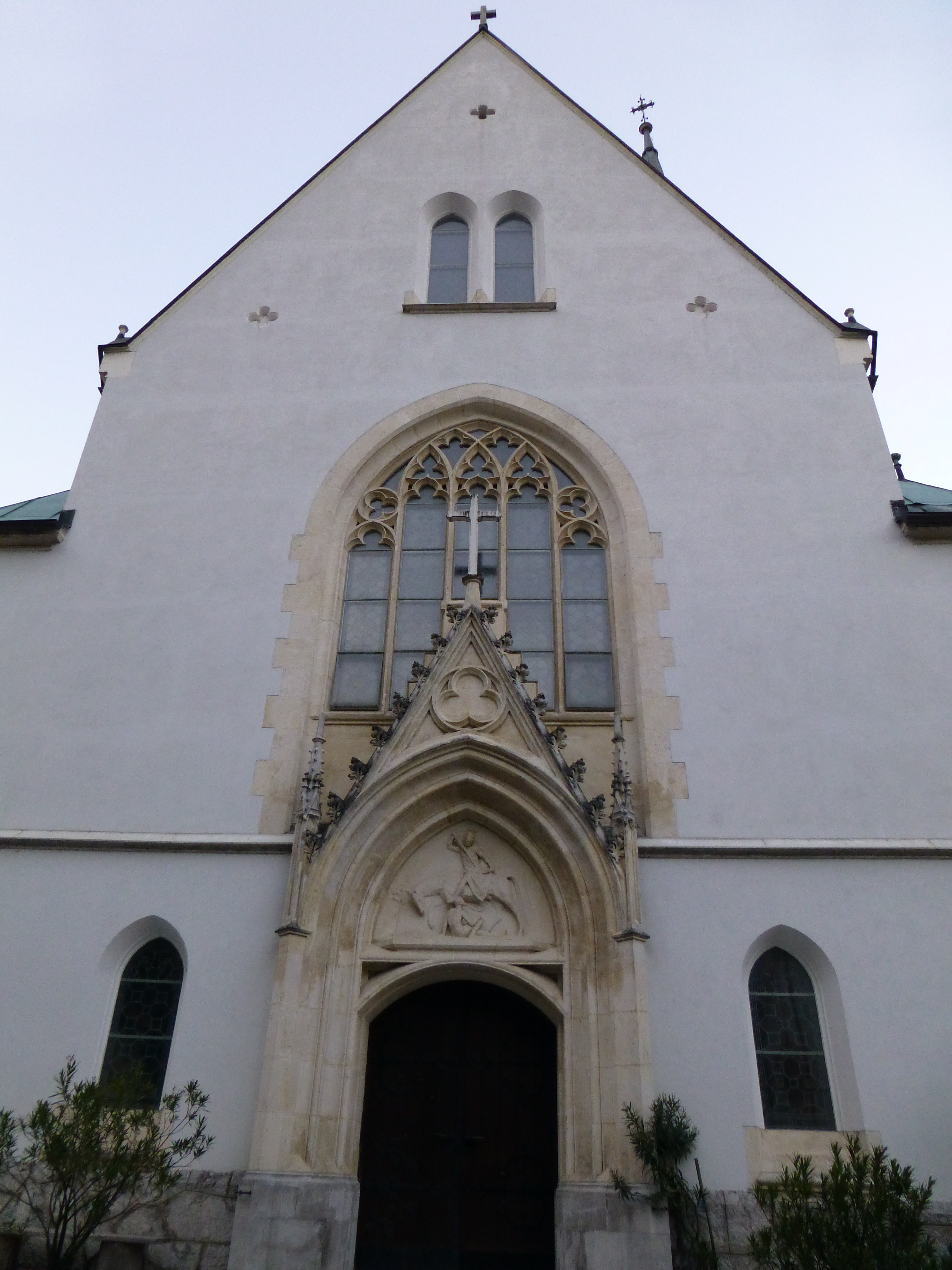
Fasada
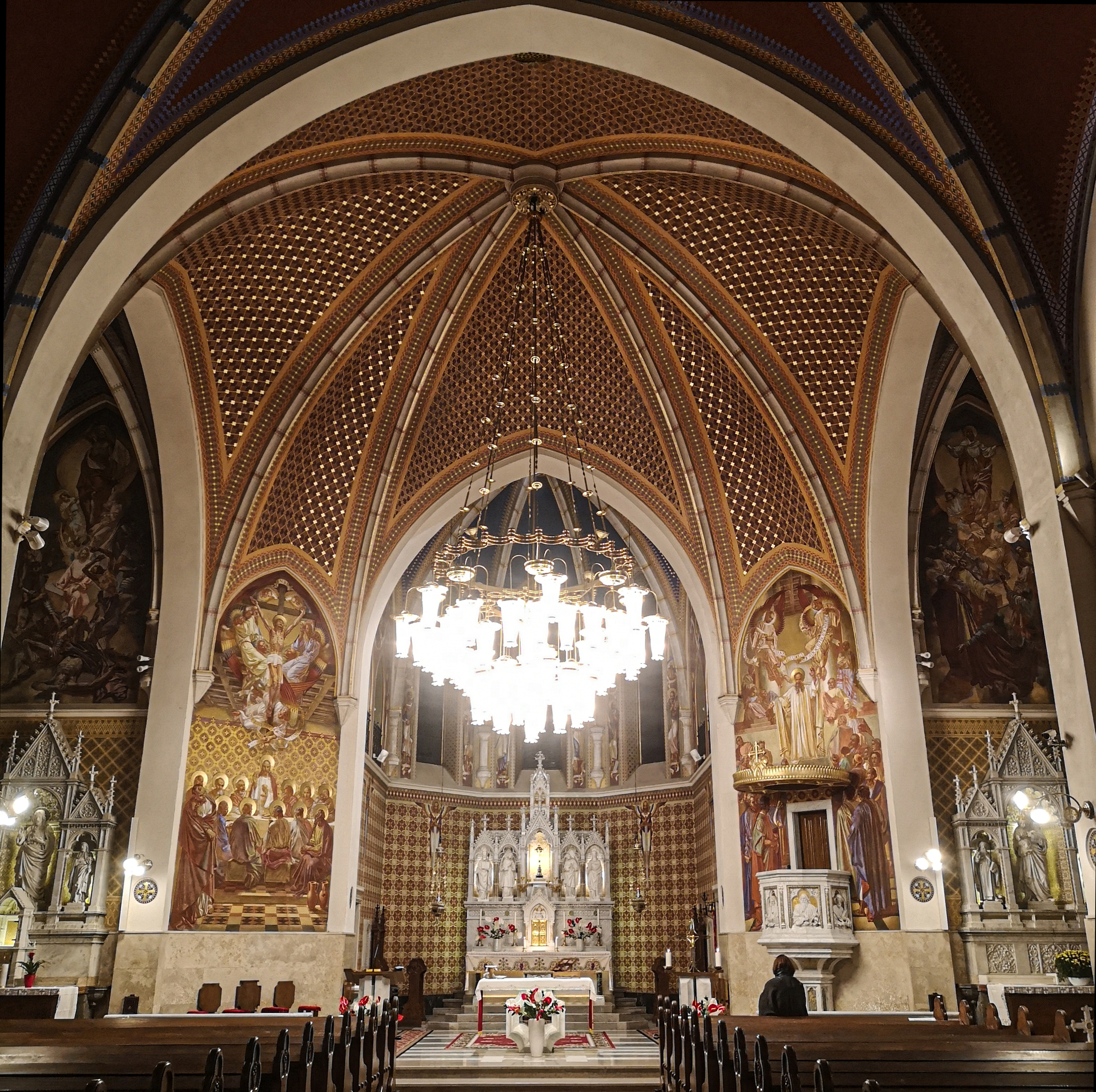
Wnętrze
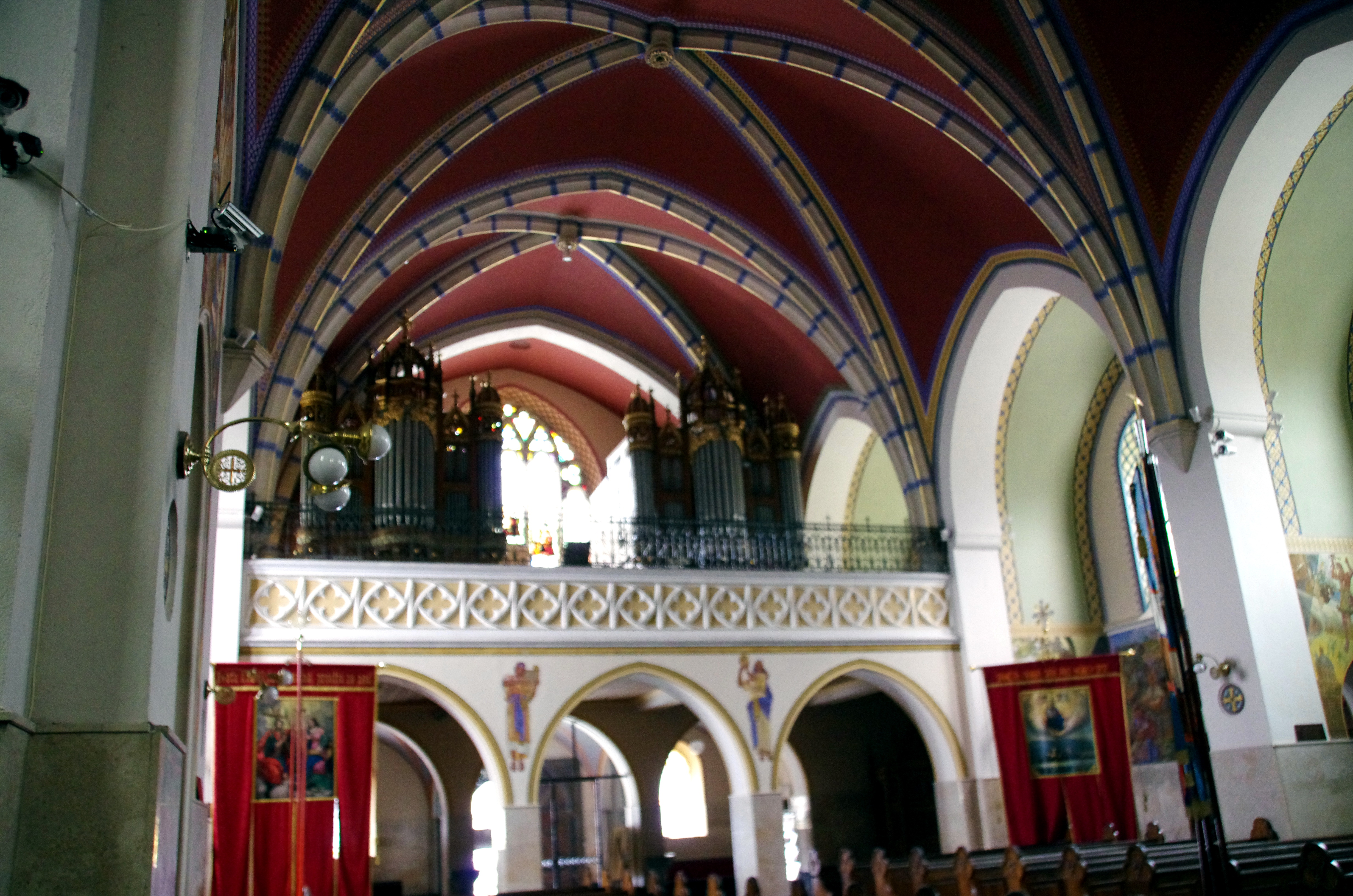
Nawa główna, widoczne boczne kaplice
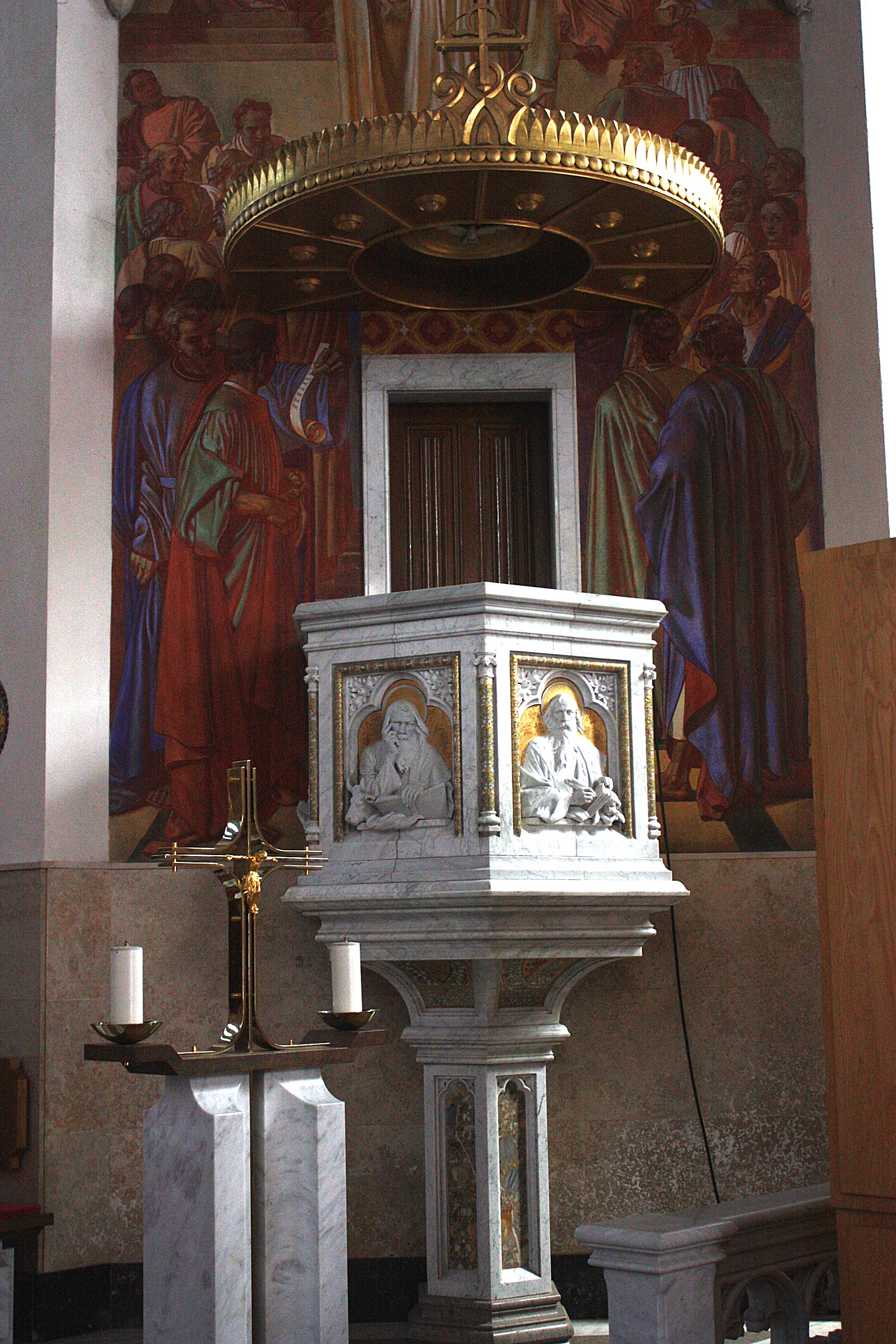
Ambona
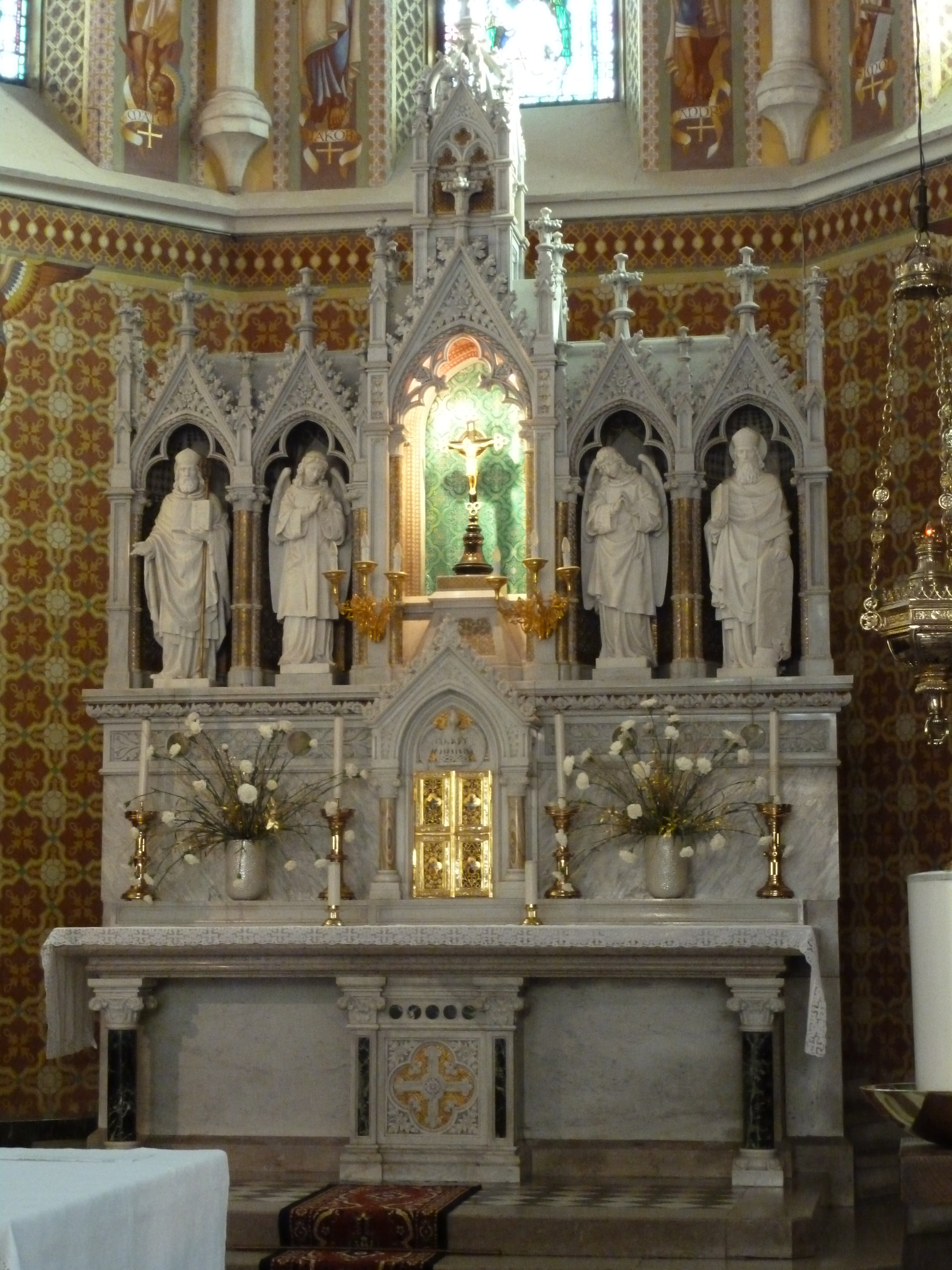
Ołtarz główny